# Aphaenogaster praenoda
Aphaenogaster praenoda är en myrart som beskrevs av Santschi 1933. Aphaenogaster praenoda ingår i släktet Aphaenogaster och familjen myror.

## Underarter
Arten delas in i följande underarter:
- A. p. confinis
- A. p. praenoda